# Isthmian League Division One North
Isthmian League Division One North är en division i den engelska fotbollsligan Isthmian League och ligger på nivå åtta i det engelska ligasystemet.
Vinnaren flyttas automatiskt upp till antingen Isthmian League Premier Division, Southern Football League Premier Division Central eller Southern Football League Premier Division South.
Divisionen ligger på samma nivå som Isthmian League Division One South Central, Isthmian League Division One South East, Southern Football League Division One Central, Southern Football League Division One South, Northern Premier League Division One East och Northern Premier League Division One West.

## Mästare
| Säsong  | Mästare              |
| ------- | -------------------- |
| 2006/07 | Hornchurch           |
| 2007/08 | Dartford             |
| 2008/09 | Aveley               |
| 2009/10 | Lowestoft Town       |
| 2010/11 | East Thurrock United |
| 2011/12 | Leiston              |
| 2012/13 | Grays Athletic       |
| 2013/14 | VCD Athletic         |
| 2014/15 | Needham Market       |
| 2015/16 | Sudbury              |
| 2016/17 | Brightlingsea Regent |
| 2017/18 | Hornchurch           |